# Mallaiahnapura, Chamarajanagar
Mallaiahnapura là một làng thuộc tehsil Chamarajanagar, huyện Chamarajanagar, bang Karnataka, Ấn Độ.